# Filippo Iannone
Filippo Iannone (n. Nápoles, Campania, Italia, 13 de diciembre de 1957) es un arzobispo católico, teólogo y canonista italiano. Actualmente es el Prefecto del Dicasterio para los Textos Legislativos de la Santa Sede, cargo que cesó tras la muerte del Papa Francisco.

## Biografía

### Primeros años y formación
Filippo nació en la ciudad de Nápoles el día 13 de diciembre de 1957.
Después de completar sus estudios secundarios, el 1 de agosto de 1976 decidió ingresar en la Orden de Nuestra Señora del Monte Carmelo (O. Carm.). 
Llevó a cabo su noviciado en la Basílica de los Santos Silvestro y Martino ai Monti de Roma y fue estudiante dentro de la comunidad de la Iglesia Basílica de Santa María la Mayor de Nápoles. 
También estudió en la Pontificia Facultad de Teología del Sur de Italia (PFTIM) donde obtuvo un bachillerato en Teología y en la Pontificia Universidad Lateranense (PUL) donde obtuvo un doctorado en "In utroque jure". 
Después de un curso en la corte del Tribunal de la Rota Romana, recibió el título de abogado rotario.

### Vida religiosa
Hizo la profesión simple de los votos el 1 de octubre de 1977, mientras que la profesión solemne la hizo el 15 de octubre de 1980. Finalmente el 26 de junio de 1982 fue ordenado sacerdote por el entonces Obispo Auxiliar de Nápoles Antonio Ambrosanio. 
Tras su ordenación sacerdotal ha ido ejerciendo numerosos cargos de responsabilidad.
Dentro de la Orden de Nuestra Señora del Monte Carmelo ha sido xomisionado (1985-1988), tesorero nacional (1988-1991), consejero comisario (1988-1994) y presidente de la Comisión para la revisión de las Constituciones (1988-1994).
También dentro de la archidiócesis de Nápoles ha desempeñado los cargos de defensor del Tribunal Regional de Campania (1987-1990), vicario judicial adjunto de la Corte Diocesana de Nápoles (1990-1994), vicario episcopal de la IV Zona Pastoral (1994-1996) y provicar general (1996-2001).

## Episcopado

### Obispo auxiliar de Nápoles
El 12 de abril de 2001 ascendió al episcopado cuando el Papa Juan Pablo II le nombró Obispo Auxiliar de Nápoles y Obispo Titular de la antigua sede eclesiástica de Nebbi. Recibió la consagración episcopal el día 26 de mayo de ese mismo año, a manos del entonces Cardenal-Arzobispo Metropolitano de Nápoles, Michele Giordano. Sus co-consagrantes fueron el también Auxiliar, Vincenzo Pelvi y el entonces Obispo de Albano, Agostino Vallini.
Cabe destacar que en el momento de su nombramiento era el obispo más joven de toda Italia.
Además de escoger su escudo, como lema se puso la frase "Sub tuum præsidium" (en idioma latín).

### Obispo de Sora-Cassino-Aquino-Pontecorvo
El 19 de junio de 2009, el Papa Benedicto XVI le nombró Obispo de Sora-Cassino-Aquino-Pontecorvo.
Sucedió a Luca Brandolini, quien renunció debido a los límites de edad. Tomó posesión oficial de esta diócesis el 20 de septiembre.

### Arzobispo Vicegerente
El 31 de enero de 2012, Benedicto XVI le nombró arzobispo vicegerente de la diócesis de Roma. Sucedió a Luigi Moretti.
Ya el 3 de febrero ingresó oficialmente en la diócesis de la capital y ese mismo día también adquirió el título de Abad de la Basílica de San Lorenzo Extramuros.

### Santa Sede
El 11 de noviembre de 2017 fue nombrado secretario adjunto del Pontificio Consejo para los Textos Legislativos ad quinquennium por el papa Francisco.
Posteriormente, el 7 de abril de 2018 fue nombrado Presidente del mismo Pontificio Consejo, en sucesión del cardenal Francesco Coccopalmerio, quien renunció por razones de edad.
El 28 de mayo de 2019 fue nombrado miembro de la Congregación para el Clero ad quinquennium.
El 29 de septiembre de 2020 fue nombrado secretario de la Comisión de Materias Reservadas ad quinquennium.
El 3 de noviembre de 2020 fue nombrado miembro de la Congregación para las Causas de los Santos ad quinquennium.
El 4 de mayo de 2021 fue confirmado como miembro del Supremo Tribunal de la Signatura Apostólica ad aliud quinquennium.
Actualmente también ejerce de miembro del Tribunal Supremo de la Signatura Apostólica y consultor de la Congregación para los Institutos de Vida Consagrada y las Sociedades de Vida Apostólica.
El 3 de mayo de 2022 fue nombrado miembro de la Congregación para el Culto Divino y la Disciplina de los Sacramentos ad quinquennium.
Tras la entrada en vigor de la constitución apostólica Praedicate evangelium el 5 de junio de 2022 pasó a ser prefecto del Dicasterio para los Textos Legislativos.
El 7 de abril de 2023 fue confirmado como prefecto del Dicasterio para los Textos Legislativos  ad aliud quinquennium.
El 29 de septiembre de 2023 fue nombrado miembro de la Comisión para la Controversia de la XVI Asamblea General Ordinaria del Sínodo de los Obispos]].
El 22 de octubre de 2024 fue nombrado miembro del Dicasterio para las Iglesias Orientales.